# Han Sang-ryong
Han Sang-ryong (kor. 한상룡) – południowokoreański zapaśnik walczący w stylu wolnym. Olimpijczyk z Londynu 1948, gdzie zajął dziewiąte miejsce w kategorii do 57 kg.

## Letnie Igrzyska Olimpijskie 1948
| Konkurencja      | Rundy eliminacyjne | Rundy eliminacyjne   | Rundy eliminacyjne      | Klas. końcowa |
| Konkurencja      | Przeciwnik I       | Przeciwnik II        | Przeciwnik III          | Miejsce       |
| ---------------- | ------------------ | -------------------- | ----------------------- | ------------- |
| 57 kg styl wolny | wolny los Z        | Erik Persson (SWE) P | Joseph Trimpont (BEL) P | 9.            |